# La Leyenda de Baahubali: El inicio
Baahubali: The Beginning es una película india de acción épica en Idioma télugu de 2015 coescrita y dirigida por S. S. Rajamouli, y producida por Shobu Yarlagadda y Prasad Devineni bajo Arka Media Works. La película se produjo en Tollywood y se filmó en los idiomas telugu y tamil simultáneamente. Presenta a Prabhas en un papel dual junto a Rana Daggubati, Anushka Shetty, Tamannaah, Ramya Krishna, Sathyaraj y Nassar. La primera de dos partes cinematográficas, la película sigue a Sivudu, un joven aventurero que ayuda a su amor Avantika a rescatar a Devasena, la ex reina de Mahishmati que ahora es prisionera bajo el gobierno tiránico del rey Bhallaladeva. La historia concluye en Baahubali 2: The Conclusion.
La película se realizó con un presupuesto de 180 millones de rupias (28 millones de dólares), lo que la convierte en la película india más cara en el momento de su estreno. La película se estrenó en todo el mundo el 10 de julio de 2015 junto con las versiones dobladas en hindi y malayalam. Recibió elogios a nivel nacional y mundial por la dirección, la historia, los efectos visuales, la cinematografía, los temas, las secuencias de acción, la música y las actuaciones de Rajamouli, y se convirtió en un éxito de taquilla sin precedentes. También fue elogiada por los actores de la industria cinematográfica y, junto con su sucesora, es ampliamente considerada como una de las mejores películas de acción épica india. Con una taquilla mundial bruta de ₹ 650 crore ($ 93–100 millones), se convirtió en la película telugu de mayor recaudación y la segunda película india de mayor recaudación en todo el mundo. Actualmente es la decimotercera película india más taquillera del mundo. Su versión doblada al hindi también rompió varios récords al convertirse en la película doblada al hindi más taquillera de todos los tiempos. Desde entonces, tanto el presupuesto como los récords de taquilla han sido superados por Baahubali 2: The Conclusion, la película más taquillera de todos los tiempos en la India.
La película tiene un duración de 158 minutos en el idioma telugu y 159 minutos en el idioma tamil. La película recaudo entre 565,34 a 650 millones de rupias.

## Producción
Baahubali: The Beginning se produjo en Tollywood, el centro de las películas en idioma telugu en la India y se filmó en los idiomas telugu y tamil simultáneamente. En julio de 2015, la serie de películas se consideró la más cara de la India.

## Enlaces web
- Esta obra contiene una traducción  derivada de «Baahubali: The Beginning» de Wikipedia en inglés, publicada por sus editores bajo la Licencia de documentación libre de GNU y la Licencia Creative Commons Atribución-CompartirIgual 4.0 Internacional.

- Datos: Q13897247
- Multimedia: Baahubali / Q13897247